# 参礼駅
参礼駅（サムネえき、ko:삼례역）は、大韓民国全北特別自治道完州郡参礼邑にある韓国鉄道公社全羅線の駅。
近くには又石大学校があり、参礼邑の中心部に位置するため、利用客が多く、1日24本のムグンファ号が停車する。
深夜帯に運行するムグンファ号1515号と1518号、及びKTX、ITX-セマウルはこの駅を通過する。

## 駅名の由来
参礼とは、三度の礼を行うという意味であり、朝鮮時代に懐安大君(李芳幹) に対し、この地域に住む人が三度の礼を行った、ということに由来したという。

## 歴史
- 1914年 11月17日 : 普通駅として営業開始。
- 1997年 8月30日 : 旧駅舎営業再開。
- 2008年 11月1日 : 貨物取扱を中止[1]。
- 2011年 6月1日 : 全羅線複線電化に伴い駅移設、新駅舎竣工(旧駅舎は、世界マッサバル美術館の建築物として利用される)。

## 駅構造
ホームは2面4線の対面式ホームとなっている。

### ホーム

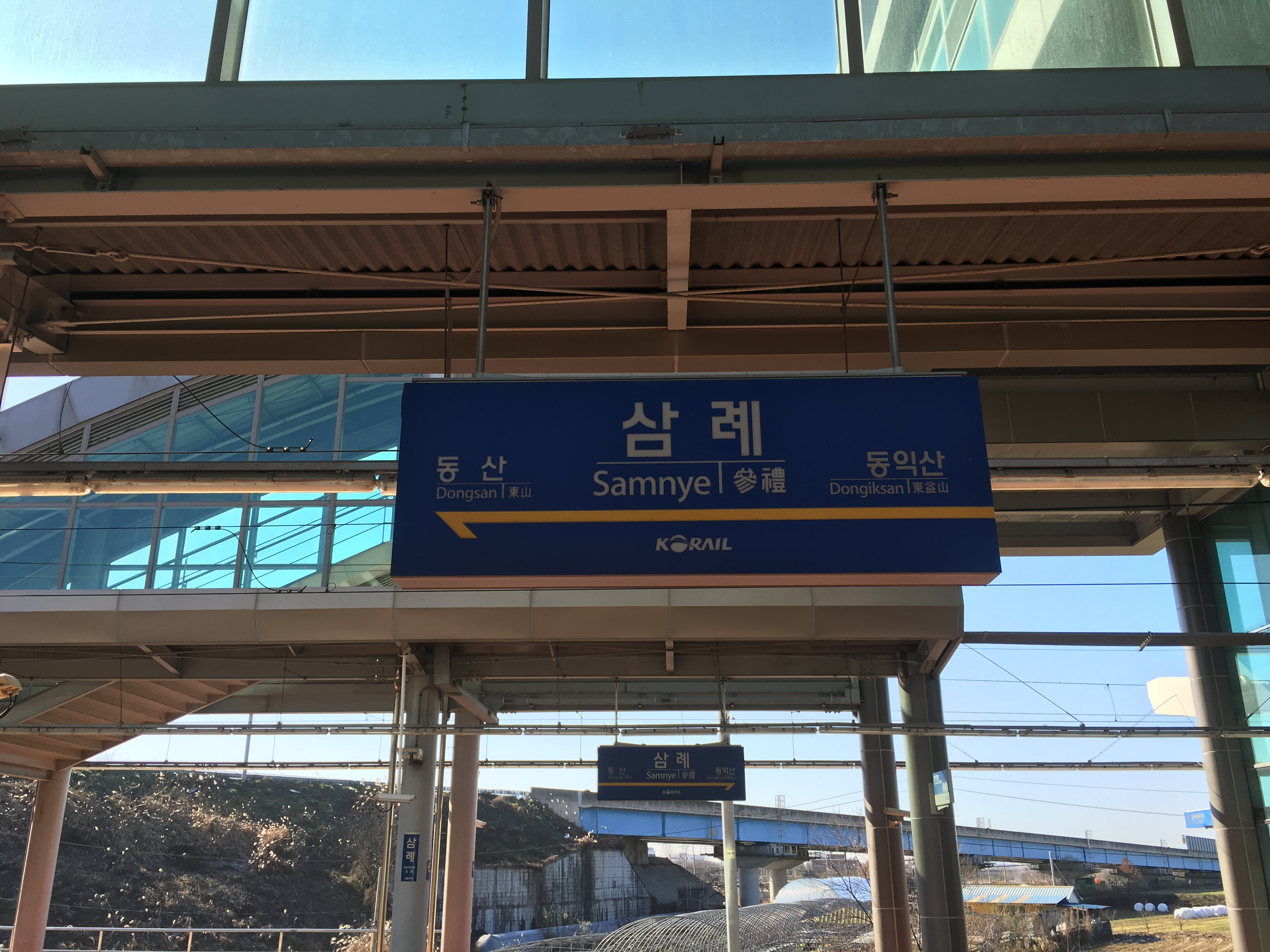
参礼駅のホーム。

| ↑ 益山        |
| 4 3 \| 2 1 \| |
| 全州 ↓        |

| 1 | 全羅線 | 全州・順天・麗川・麗水エキスポ方面 |
| 2 | 全羅線 | 全州・順天・麗川・麗水エキスポ方面 |
| 3 | 全羅線 | 龍山・西大田・益山方面             |
| 4 | 全羅線 | 龍山・西大田・益山方面             |

## 隣の駅
韓国鉄道公社
全羅線
益山駅 - (東益山駅) - 参礼駅 - (東山駅) - 全州駅